# Final da Copa do Brasil de Futebol de 2010
A final da Copa do Brasil de Futebol de 2010 foi a 22ª final dessa competição brasileira de futebol organizada pela Confederação Brasileira de Futebol (CBF). Foi decidida por Santos e Vitória em duas partidas. O primeiro duelo ocorreu no dia 28 de julho, no Estádio da Vila Belmiro, em Santos. Já o segundo confronto aconteceu no dia 4 de agosto, no Estádio Barradão, em Salvador.
Em caso de empate de pontos após os dois confrontos, o primeiro critério de desempate seria o saldo de gols obtido nos duelos. Caso as equipes empatassem no saldo de gols, o seguinte critério de desempate era o número de gols marcados como visitante. Persistindo a igualdade, a definição do campeão iria para a cobrança de penalidades.
Na primeira partida, os paulistas venceram por 2–0. Na partida de volta, os baianos venceram por 2–1. Com o resultado agregado de 3–2 em favor do Santos, este se sagrou campeão da Copa do Brasil de 2010.

## Caminho até a final
| Santos           | Santos   | Santos            | Fase             | Vitória             | Vitória    | Vitória          |
| Adversário       | Agregado | Jogos             | Fase             | Adversário          | Agregado   | Jogos            |
| ---------------- | -------- | ----------------- | ---------------- | ------------------- | ---------- | ---------------- |
| Naviraiense      | 11 – 0   | 1–0 (F); 10-0 (C) | Primeira fase    | Corinthians-AL      | 5 – 3      | 1–3 (F); 4–0 (C) |
| Remo             | 4 – 0    | 4–0 (F)           | Segunda fase     | Náutico             | 6 – 0      | 1–0 (F); 5–0 (C) |
| Guarani          | 10 – 4   | 8–1 (C); 2–3 (F)  | Oitavas de final | Goiás               | 6 – 2      | 4–0 (C); 2–2 (F) |
| Atlético Mineiro | 5 – 4    | 2-3 (F); 3–1 (C)  | Quartas de final | Vasco da Gama       | 3 – 3 (gf) | 2–0 (C); 1–3 (F) |
| Grêmio           | 6 – 5    | 3–4 (F); 3–1 (C)  | Semifinal        | Atlético Goianiense | 4 – 1      | 0–1 (F); 4–0 (C) |

Legenda: (C) casa; (F) fora

## Jogo de ida
| 28 de julho   | Santos                      | 2 – 0     | Vitória | Estádio da Vila Belmiro, Santos                                             |
| 21:50 (UTC−3) | Neymar 14' · Marquinhos 85' | Relatório |         | Público: 14 060 Renda: R$ 1.151.380,00 Árbitro: RS Leonardo Gaciba da Silva |

| Santos | Vitória |

| G              | 1  | Rafael       |       |     |
| LD             | 4  | Pará         | 58'   |     |
| Z              | 2  | Bruno Aguiar | 88'   |     |
| Z              | 6  | Durval       | 28'   |     |
| LE             | 3  | Alex Sandro  |       |     |
| V              | 5  | Arouca       |       |     |
| V              | 8  | Wesley       |       |     |
| M              | 10 | Ganso        |       | 80' |
| A              | 7  | Robinho      |       | 80' |
| A              | 9  | André        |       | 65' |
| A              | 11 | Neymar       |       |     |
| Substituições: |    |              |       |     |
| M              | 16 | Marquinhos   |       | 80' |
| A              | 18 | Zé Eduardo   | 90+3' | 80' |
| A              | 17 | Marcel       |       | 65' |
| Treinador:     |    |              |       |     |
| Dorival Júnior |    |              |       |     |

| G              | 1  | Lee              |     |     |
| LD             | 2  | Rafael           |     | 23' |
| Z              | 3  | Wallace          |     |     |
| Z              | 4  | Anderson Martins | 10' |     |
| LE             | 6  | Egídio           |     |     |
| V              | 5  | Vanderson        | 65' |     |
| V              | 7  | Neto Coruja      |     |     |
| V              | 8  | Fernando         |     | 75' |
| M              | 10 | Ramon Menezes    | 52' | 63' |
| M              | 11 | Elkeson          |     |     |
| A              | 9  | Schwenck         | 6'  |     |
| Substituições: |    |                  |     |     |
| Z              | 13 | Gabriel Paulista |     | 75' |
| V              | 15 | Bida             |     | 23' |
| M              | 16 | Renato           |     | 63' |
| Treinador:     |    |                  |     |     |
| Ricardo Silva  |    |                  |     |     |

| Árbitros assistentes: RS Altemir Hausmann PR Roberto Braatz |

## Jogo de volta
| 4 de agosto   | Vitória                  | 2 – 1     | Santos          | Estádio Barradão, Salvador                                                  |
| 21:50 (UTC−3) | Wallace 57' · Júnior 77' | Relatório | Edu Dracena 44' | Público: 34 111 Renda: R$ 1.522.000 Árbitro: RS Carlos Eugênio Simon (FIFA) |

| Vitória | Santos |

| G              | 1  | Julián Viáfara   |     |     |
| LD             | 2  | Nino Paraíba     |     | 18' |
| Z              | 3  | Wallace          | 89' |     |
| Z              | 4  | Anderson Martins | 53' |     |
| LE             | 6  | Egídio           |     |     |
| V              | 5  | Neto Coruja      |     |     |
| V              | 7  | Bida             | 19' | 83' |
| M              | 8  | Elkeson          | 90' |     |
| M              | 10 | Ramon Menezes    |     | 67' |
| A              | 9  | Júnior           |     |     |
| A              | 11 | Schwenck         |     |     |
| Substituições: |    |                  |     |     |
| Z              | 13 | Gabriel Paulista |     | 18' |
| M              | 16 | Renato           |     | 67' |
| A              | 17 | Adaílton         |     | 83' |
| Treinador:     |    |                  |     |     |
| Ricardo Silva  |    |                  |     |     |

| G              | 1  | Rafael               | 61' |     |
| LD             | 4  | Pará                 | 45' |     |
| Z              | 2  | Edu Dracena          | 8'  |     |
| Z              | 6  | Durval               |     |     |
| LE             | 3  | Alex Sandro          |     |     |
| V              | 5  | Arouca               |     |     |
| V              | 8  | Wesley               |     |     |
| M              | 10 | Paulo Henrique Ganso |     |     |
| A              | 7  | Robinho              | 55' | 87' |
| A              | 9  | André                |     | 62' |
| A              | 11 | Neymar               |     | 78' |
| Substituições: |    |                      |     |     |
| V              | 15 | Rodriguinho          |     | 87' |
| M              | 16 | Marquinhos           |     | 62' |
| A              | 17 | Marcel               |     | 78' |
| Treinador:     |    |                      |     |     |
| Dorival Júnior |    |                      |     |     |

| Árbitros Assistentes: RS Altemir Hausmann PE Erich Bandeira |

## Premiação
| Copa do Brasil de 2010     |
| São Paulo                  |
| -------------------------- |
| Santos Campeão (1º título) |